# Anacolosa griffithii
Anacolosa griffithii är en tvåhjärtbladig växtart som beskrevs av Maxwell Tylden Masters. Anacolosa griffithii ingår i släktet Anacolosa och familjen Aptandraceae. Inga underarter finns listade i Catalogue of Life.